# SN 1991bh
SN 1991bh – supernowa typu Ia odkryta 7 grudnia 1991 roku w galaktyce A024502+1509. W momencie odkrycia miała maksymalną jasność 18,00m.